# جورج دبليو. ميلفيل
جورج دبليو. ميلفيل (بالإنجليزية: George W. Melville)‏ هو ضابط أمريكي، ولد في 10 يناير 1841 في نيويورك في الولايات المتحدة، وتوفي في 17 مارس 1912 في فيلادلفيا في الولايات المتحدة.

## وصلات خارجية
- جورج دبليو. ميلفيل على موقع الموسوعة البريطانية (الإنجليزية)